# Bencilpiperazina
La bencilpiperazina (BZP) es una sustancia utilizada a menudo como droga recreativa y se sabe que tiene propiedades euforizantes y estimulantes. 
Varios estudios realizados entre 2000 y 2011 han descubierto que los efectos de la BZP son similares a los de la anfetamina, aunque la dosis de BZP es aproximadamente 10 veces superior en peso.
Se han notificado efectos adversos tras su consumo, como psicosis aguda, toxicidad renal y convulsiones. Las muertes por derivados de la piperazina son extremadamente raras, pero se ha producido al menos una muerte aparentemente debida únicamente a la BZP.Su venta está prohibida en varios países, como Australia, Canadá, Nueva Zelanda, Estados Unidos, la República de Irlanda, el Reino Unido, Bulgaria, Rumanía y otras partes de Europa.

## Historia

### Historia del desarrollo
La BZP fue sintetizada por primera vez por Burroughs Wellcome & Company en 1944. A menudo se afirma que se sintetizó originalmente como posible agente antihelmíntico (antiparasitario) para su uso en animales de granja, pero se cree que su síntesis es anterior a su interés por las piperazinas como antihelmínticos.Aun así, la mayoría de los primeros trabajos con las piperazinas fueron investigaciones sobre su posible uso como antihelmínticos, y los primeros ensayos clínicos en la literatura relacionados con la piperazina fueron artículos publicados en el British Medical Journal en los años 50. Se descubrió que la BZP tenía efectos secundarios y se abandonó en gran medida como tratamiento antihelmíntico.La siguiente vez que aparece en la bibliografía es en la década de 1970, cuando se investigó como posible medicamento antidepresivo, pero se rechazó cuando la investigación informó de que la BZP tenía efectos similares a los de la anfetamina y era susceptible de abuso. El estudio sugirió que la BZP "debería someterse a un control legal similar al que regula el uso de la anfetamina".

### Historia recreativa
En 1996, la Administración para el Control de Drogas de EE. UU. señaló que se estaba consumiendo con fines recreativos en Californiae informó de que la BZP se estaba utilizando como adulterante en drogas ilícitas. Hacia el año 2000, su consumo aumentó en todo el mundo,lo que pronto fue seguido de un control legislativo en Europa y Estados Unidos. En Nueva Zelanda, inicialmente era legal, pero se restringió en 2005 y posteriormente se reclasificó como clase C debido a nuevas pruebas en 2008. Su uso estaba muy extendido antes de su reclasificación, y se calcula que en 2007 se vendieron en Nueva Zelanda 5 millones de pastillas.Se ha afirmado que la BZP, que a menudo se mezcla con TFMPP, es una alternativa más segura a otras drogas ilícitas de la calle También se utiliza como adulterante o sustituto de la MDMA,que tiene efectos similares, y a veces se comercializa como "éxtasis", un término coloquial para referirse a la MDMA.
La BZP también se ha utilizado y prohibido en carreras de caballos y atletismo.

## Producción y distribución
La BZP es un derivado de la piperazina que se presenta como sal clorhidrato o como base libre. La sal clorhidrato es un sólido blanco, mientras que la forma base es un líquido ligeramente amarillento verdoso. La base de BZP es corrosiva y provoca quemaduras.
La BZP se comercializa a menudo ostensiblemente como "suplemento dietético" para evitar cumplir las leyes más estrictas que se aplican a los medicamentos y las drogas, a pesar de que la BZP no tiene ningún valor dietético. A finales de 2005, la Ley sobre el Uso Indebido de Drogas prohibió su clasificación o comercialización como suplemento dietético en Nueva Zelanda. Algunos minoristas afirman que la BZP es un producto "natural", describiéndola como "extracto de pimienta" o "colocón de hierbas", cuando en realidad se trata de una droga totalmente sintéticay no se ha descubierto que se produzca de forma natural.

## Farmacodinámica

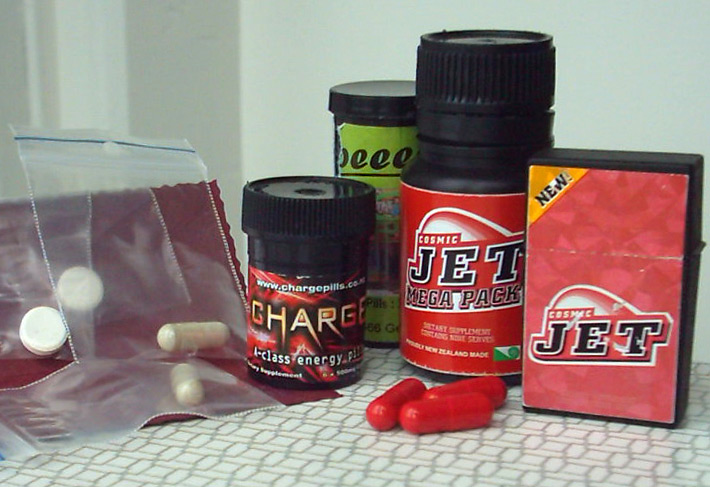
Una selección de productos que contienen BZP

Se ha demostrado que la BZP tiene un mecanismo de acción mixto, que actúa sobre los sistemas de receptores serotoninérgicos y dopaminérgicos de forma similar a la MDMA. La BZP tiene acciones similares a las anfetaminas sobre el transportador de recaptación de serotonina, lo que aumenta las concentraciones de serotonina en los fluidos extracelulares que rodean la célula y, por lo tanto, aumenta la activación de los receptores de serotonina circundantes. La BZP tiene un efecto de menor potencia en el transportador de recaptación de noradrenalina y en el transportador de recaptación de dopamina.La BZP tiene una acción de alta afinidad en el alfa2-adrenorreceptor, es un antagonista en el receptor, como la yohimbina, que inhibe la retroalimentación negativa, provocando un aumento de la noradrenalina liberada.Otro estudio,enumera las EC50 de liberación de 1-bencilpiperazina (BZP) en DAT, NET y SERT (es decir, una medida de la potencia para la liberación de noradrenalina). una medida de la potencia para la liberación de neurotransmisores a través de la afinidad de la BZP por los transportadores de dopamina, norepinefrina y serotonina respectivamente, por los que se induce a estos transportadores a transportar neurotransmisores fuera de las neuronas y depositarlos en la brecha sináptica) como 175, 62 y 6050; a modo de comparación, los valores enumerados para la d-anfetamina (25, 7 y 1765) y la d-metanfetamina (25, 12 y 736) muestran una relación similar de afinidad DAT: NET así como una actividad SERT menor, lo que sugiere que la BZP posee una actividad similar a la de las dos drogas mencionadas (cuando se dosifica ~7 veces más debido a su menor potencia) en lugar de anfetaminas serotoninérgicas sustituidas como la MDMA.
La BZP también actúa como un agonista no selectivo de los receptores de serotonina en una amplia variedad de receptores de serotonina.La unión a los receptores 5-HT2A puede explicar sus leves efectos alucinógenos en dosis altas, mientras que los efectos agonistas o antagonistas parciales en los receptores 5-HT2B pueden explicar algunos de los efectos secundarios periféricos de la BZP, ya que este receptor se expresa muy densamente en el intestino, y la unión a los receptores 5-HT3 puede explicar el efecto secundario común de dolores de cabeza, ya que se sabe que este receptor está implicado en el desarrollo de migrañas: 652 

## Efectos

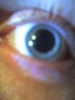
Dilatación pupilar típica

Los efectos de la BZP son en gran medida similares a los de las anfetaminas, y un estudio descubrió que los antiguos adictos a las anfetaminas eran incapaces de distinguir entre la dextroanfetamina y la BZP administrada por vía intravenosa.Un estudio de 2005 ha demostrado que las mezclas de BZP con otras drogas piperazínicas como la TFMPP comparten ciertos rasgos farmacodinámicos con la MDMA.

### Efectos subjetivos
Tras la ingestión de entre 50 mg y 200 mg de BZP, el consumidor puede experimentar alguno o todos de los siguientes efectos:
Efectos iniciales:

### Tolerancia
Las investigaciones sobre la tolerancia a la BZP son escasas:Las pruebas anecdóticas de fuentes en línea afirman que la tolerancia a la acción central de la BZP se desarrollará rápidamente. Debido al cansancio asociado con la recuperación del cuerpo de los estimulantes, como la BZP, es poco común que los usuarios puedan mantener una ingesta de una semana 653 

### Efectos tóxicos

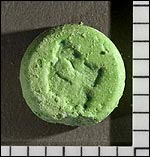
Una pastilla de éxtasis impura, incautada por las fuerzas del orden en Estados Unidos, que contiene BZP, metanfetamina y cafeína

Como ocurre con la mayoría de los estimulantes simpaticomiméticos, el consumo de BZP conlleva importantes efectos secundarios. Según los informes, produce insomnio y una resaca de leve a grave una vez que desaparece el efecto de la droga. La mayor parte de la información sobre efectos tóxicos procede de un estudio de 2005 que registró todas las presentaciones asociadas al consumo de pastillas para fiestas en el Servicio de Urgencias del Hospital de Christchurch, Nueva Zelanda. Se registraron catorce convulsiones tóxicas en dos pacientes con toxicidad potencialmente mortal con estado epiléptico y acidosis respiratoria y metabólica grave. Los resultados de este estudio y otros similares demostraron que la BZP puede causar toxicidad impredecible y grave en algunos individuos, pero la recopilación de datos y dosis dependía de la autoinformación de los consumidores de drogas, lo que puede dar lugar a una infranotificación (o sobreinformación), y había factores que complicaban la situación, como la presencia frecuente de alcohol y otras drogas.
Los principales efectos secundarios incluyen pupilas dilatadas, visión borrosa, sequedad de boca, alerta extrema, prurito, confusión, agitación, temblor, síntomas extrapiramidales (distonía, acatisia), dolor de cabeza, mareos, ansiedad, insomnio, vómitos, dolor torácico, alucinaciones, parestesia, taquicardia, hipertensión, palpitaciones, colapso, hiperventilación, sudoración, hipertermia y problemas de retención de orina. Los efectos tóxicos más graves incluyen psicosis o acontecimientos psiquiátricos adversos,toxicidad renal,insuficiencia respiratoria, hipertermia,síndrome serotoninérgico, rabdomiólisisy convulsiones.Se han medido concentraciones de bencilpiperazina en sangre para confirmar una intoxicación clínica o como parte de una investigación médico-legal de una muerte.

### Riesgo de muerte
La ingestión de derivados de la piperazina por sí solos rara vez causa la muerte. Un estudio retrospectivo llevado a cabo en un servicio de urgencias de Auckland descubrió que las presentaciones de BZP sólo suponían una contribución menor a su base de datos de sobredosis, y que la mayoría de los casos no producían ninguna toxicidad significativa. Se ha atribuido una muerte a la ingestión de BZP por sí sola; en este caso se midió su concentración en sangre, que era de 8 mg/L.
En combinación con alcohol u otras drogas ilícitas, como TFMPP y MDMA, se han notificado múltiples muertes.Una combinación de BZP y MDMA ingerida por un DJ de 23 años estuvo a punto de provocar la muerte. Entró en coma inducido y se recuperó más tarde. En otro caso ocurrido en Zúrich en 2001, un joven de 23 años que había tomado BZP y MDMA falleció a causa de un edema cerebral masivo 57 horas después de su ingreso en el hospital.

### Efectos adictivos
No se ha demostrado que la BZP produzca adicción física en los seres humanos.La mayoría de los consumidores de BZP afirman que podrían dejar de consumirla, pero que no quieren hacerlo. Estudios realizados en animales han indicado que la BZP puede sustituir a la metanfetamina en ratas adictas, aunque es una décima parte más potente y produce efectos adictivos correspondientemente más débiles.

## Situación legal

Mapa de la legalidad de la bencilpiperazina en todo el mundo. Rojo: prohibida, rosa: Unión Europea, se ha solicitado su prohibición, gris: desconocida

La BZP está prohibida en Alemania, Australia, Austria, Canadá, Dinamarca, Estados Unidos, Estonia, Francia, Grecia, Irlanda, Italia, Japón, Malta, Polonia y Suecia.La BZP no está controlada por ninguna convención de la ONU, por lo que los compuestos en sí son legales en la mayor parte del mundo, aunque en la mayoría de los países su uso está restringido a la fabricación farmacéutica y se desconoce su uso recreativo.

### Australia
La BZP está prohibida en todos los estados australianos. Victoria, el último estado en el que era legal, cambió su clasificación el 1 de septiembre de 2006, cuando la BZP y los análogos de la piperazina pasaron a ser ilegales en las listas federales, promulgadas por todos los estados y territorios australianos.

### Canadá
En Canadá, la bencilpiperazina y las sales de bencilpiperazina están clasificadas como sustancias controladas de la Lista III en virtud de la Ley de Drogas y Sustancias Controladas.

### Unión Europea
La bencilpiperazina fue objeto de una evaluación de riesgos del Observatorio Europeo de las Drogas y las Toxicomanías (OEDT) para determinar cómo controlarla en toda la Unión Europea. La evaluación de riesgos surgió a raíz de un informe conjunto de Europol y el OEDT en el que se llegaba a la conclusión de que era necesario estudiar la BZP con más detalle. El informe se publicó en junio de 2007,y concluyó que el uso de BZP puede provocar problemas médicos, aunque aún se desconocen sus efectos a largo plazo. Tomando esta concesión como base, la Comisión Europea pidió al Consejo que sometiera la BZP al control del Convenio de la ONU sobre Sustancias Psicotrópicas. El 4 de marzo de 2008, la UE pidió a los países que sometieran la BZP a control en el plazo de un año.

### Finlandia
Incluida en el "decreto gubernamental sobre sustancias, preparados y plantas estupefacientes", por lo que es ilegal.

### Nueva Zelanda
Basándose en la recomendación de la EACD, el gobierno de Nueva Zelanda aprobó una ley que incluía la BZP, junto con otros derivados de la piperazina (TFMPP, mCPP, pFPP, MeOPP y MBZP), en la Clase C de la Ley sobre el Uso Indebido de Drogas de 1975. Estaba previsto que la prohibición entrara en vigor en Nueva Zelanda el 18 de diciembre de 2007, pero el cambio legislativo no se produjo hasta el año siguiente, y la venta de BZP y de las demás piperazinas incluidas en la lista pasó a ser ilegal en Nueva Zelanda a partir del 1 de abril de 2008. Hasta octubre de 2008 estuvo en vigor una amnistía por posesión y consumo de estas drogas, momento en el que pasaron a ser completamente ilegales.

### Reino Unido
La piperazina y las sales de piperazina están clasificadas como medicamentos de venta con receta en el Reino Unido. Cualquier producto que contenga sales de piperazina estaría sujeto a licencia en virtud de la Ley de Medicamentos y, en consecuencia, cualquier persona que lo fabrique y suministre legalmente debe contar con las licencias pertinentes para hacerlo. La BZP no es una sal de piperazina, pero el etiquetado incorrecto de productos con BZP como "mezcla de piperazina" dio lugar a algunas acciones judiciales contra proveedores en el Reino Unido por parte de la Agencia Reguladora de Medicamentos y Productos Sanitarios (Medicines and Healthcare Products Regulatory Agency), aunque ninguna tuvo éxito.En mayo de 2009, el Ministerio del Interior anunció planes para prohibir la BZPy lanzó una consulta sobre la propuesta.En octubre de 2009, se anunció que a partir del 23 de diciembre de 2009, la BZP y las piperazinas relacionadas serían drogas de clase C según la Ley sobre el Uso Indebido de Drogas (Misuse of Drugs Act).

### Estados Unidos
La droga fue clasificada a nivel federal como sustancia controlada de la Lista I en Estados Unidos en 2002,tras un informe de la DEA que afirmaba incorrectamente que la BZP era de 10 a 20 veces más potente que la anfetamina,cuando en realidad la BZP es diez veces menos potente que la dexanfetamina.También es ilegal a nivel estatal en Florida, Oklahoma, Vermont y Virginia.

## Derivados químicos
Productos farmacéuticos
- Befuralina - Antidepresivo
- Bifeprunox - Antipsicótico
- Buclizina - Antihistamínico
- Clorbenzoxamina - Agente gastrointestinal
- Fipexide - Nootrópico
- Imatinib - Anticancerígeno
- Meclozina - Antihistamínico
- Piberalina - Antidepresivo
- Piribedil - Antiparkinsoniano
- Trimetazidina - Antianginoso
- Vesnarinona - Cardiotónico

Drogas de diseño
- 3-metilbenzilpiperazina
- 4-metil-1-bencilpiperazina (MBZP)
- 4-bromo-2,5-dimetoxi-1-bencilpiperazina (2C-B-BZP)
- 1,4-Dibenzilpiperacina (DBZP)
- 3,4-metilendioxi-1-bencilpiperazina (MDBZP)

Las difenilmetilpiperazinas también son similares a las bencilpiperazinas.